# Lydellothelaira collaris
Lydellothelaira collaris là một loài ruồi trong họ Tachinidae.